# Championnat de France masculin de hockey sur gazon 2012-2013
Navigation
2011-2012 2013-2014
Le championnat de France de hockey sur gazon  2012-2013 est la 106e de ce championnat « Élite » qui constitue le plus haut échelon de compétition masculine de hockey sur gazon en France.

## Déroulement de l'épreuve
Le Top 10 est composé de deux poules A et B de cinq équipes chacune. Les trois premiers de chaque poules forment le Top 6. Les deux premiers du Top 6 sont directement qualifiés pour les demi-finales. Les équipes classées de la 3e à la 6e place du Top 6 s'affrontent en quart de finale (matchs domicile et extérieur). Les deux meilleurs sont qualifiés pour les demi finales qui se déroulent sur deux matchs chacune : domicile et extérieur. Les deux vainqueurs sont alors qualifiés pour la finale qui se déroule sur un seul match.

### Top 10
Le Top 10 se déroule en match aller et retour selon deux poules de cinq clubs. Les résultats finaux sont les suivants.

#### Composition et classement final de la poule A
| Classement | Club                             | Nombre de points |
| ---------- | -------------------------------- | ---------------- |
| 1          | Lille Métropole Hockey Club      | 19               |
| 2          | FC Lyon Henri Cochet hockey club | 11               |
| 3          | Racing Club de France            | 10               |
| 4          | Cambrai Hockey Club              | 8                |
| 5          | Amiens Sports Club               | -1               |

#### Composition et classement final de la poule B
| Classement | Club                              | Nombre de points |
| ---------- | --------------------------------- | ---------------- |
| 1          | Cercle athlétique de Montrouge    | 19               |
| 2          | Saint-Germain-en-Laye Hockey Club | 19               |
| 3          | Paris Jean-Bouin                  | 19               |
| 4          | Le Touquet Hockey Club            | 2                |
| 5          | Douai Hockey Club                 | -1               |

### Composition et classement final du Top 6
À l'issue du  Top 6, Lille et Saint-Germain-en-Laye se qualifient directement pour les demi-finales. Les quatre autres équipes s'affrontent en quart de finale pour déterminer les deux autres demi-finalistes.
| Classement | Club                              | Nombre de points |
| ---------- | --------------------------------- | ---------------- |
| 1          | Lille Métropole Hockey Club       | 27               |
| 2          | Saint-Germain-en-Laye Hockey Club | 22               |
| 3          | Racing Club de France             | 14               |
| 4          | FC Lyon Hockey                    | 9                |
| 5          | Cercle athlétique de Montrouge    | 9                |
| 6          | Paris Jean-Bouin                  | 3                |

### Tableau final
En demi-finale, Lille élimine le FC Lyon en le battant 1 à 0 à Caluire-et-Cuire puis 3 à 1, à Lille. Dans l'autre demi-finale, Saint-Germain-en-Laye élimine le RCF en décrochant le nul 1 à 1 à l'extérieur puis en battant leur adversaire 4 à 1. 
Les résultats du tableau final sont les suivants :
|  | Quarts de finale                  | Quarts de finale      |       |       | Demi-finales                 | Demi-finales                 |  |  | Finale                     | Finale                     |
|  | Quarts de finale                  | Quarts de finale      |       |       | Demi-finales                 | Demi-finales                 |  |  | Finale                     | Finale                     |
|  |                                   |                       |       |       |                              |                              |  |  |                            |                            |
|  | 1er du Top 6                      | 1er du Top 6          |       |       | à Caluire-et-Cuire ; à Lille | à Caluire-et-Cuire ; à Lille |  |  | 1er juin, Caluire-et-Cuire | 1er juin, Caluire-et-Cuire |
|  | 1er du Top 6                      | 1er du Top 6          |       |       | à Caluire-et-Cuire ; à Lille | à Caluire-et-Cuire ; à Lille |  |  | 1er juin, Caluire-et-Cuire | 1er juin, Caluire-et-Cuire |
|  | Lille                             |                       |       |       | à Caluire-et-Cuire ; à Lille | à Caluire-et-Cuire ; à Lille |  |  | 1er juin, Caluire-et-Cuire | 1er juin, Caluire-et-Cuire |
|  |                                   |                       |       |       | à Caluire-et-Cuire ; à Lille | à Caluire-et-Cuire ; à Lille |  |  | 1er juin, Caluire-et-Cuire | 1er juin, Caluire-et-Cuire |
|  |                                   |                       |       |       | à Caluire-et-Cuire ; à Lille | à Caluire-et-Cuire ; à Lille |  |  | 1er juin, Caluire-et-Cuire | 1er juin, Caluire-et-Cuire |
|  | Lille                             | 1 ; 3                 |       |       |                              |                              |  |  | 1er juin, Caluire-et-Cuire | 1er juin, Caluire-et-Cuire |
|  | Lille                             | 1 ; 3                 |       |       |                              |                              |  |  | 1er juin, Caluire-et-Cuire | 1er juin, Caluire-et-Cuire |
|  |                                   | FC Lyon               | 0 ; 1 |       |                              |                              |  |  | 1er juin, Caluire-et-Cuire | 1er juin, Caluire-et-Cuire |
|  | FC Lyon                           | FC Lyon               | 0 ; 1 | 2 ; 5 |                              |                              |  |  | 1er juin, Caluire-et-Cuire | 1er juin, Caluire-et-Cuire |
|  | FC Lyon                           |                       |       | 2 ; 5 |                              |                              |  |  | 1er juin, Caluire-et-Cuire | 1er juin, Caluire-et-Cuire |
|  | Montrouge                         | 2 ; 1                 |       |       |                              |                              |  |  | 1er juin, Caluire-et-Cuire | 1er juin, Caluire-et-Cuire |
|  | Montrouge                         | 2 ; 1                 | Lille | 1     |                              |                              |  |  |                            |                            |
|  | 2e du Top 6                       |                       | Lille | 1     |                              |                              |  |  |                            |                            |
|  |                                   | Saint-Germain-en-Laye | 2     |       |                              |                              |  |  |                            |                            |
|  | Saint-Germain-en-Laye             | Saint-Germain-en-Laye | 2     |       |                              |                              |  |  |                            |                            |
|  | à Saint-Germain-en-Laye ; à Paris |                       |       |       |                              |                              |  |  |                            |                            |
|  |                                   |                       |       |       |                              |                              |  |  |                            |                            |
|  | Saint-Germain-en-Laye             | 1 ; 4                 |       |       |                              |                              |  |  |                            |                            |
|  | Saint-Germain-en-Laye             | 1 ; 4                 |       |       |                              |                              |  |  |                            |                            |
|  |                                   | Racing Club de France | 1 ; 1 |       |                              |                              |  |  |                            |                            |
|  | Racing Club de France             | Racing Club de France | 1 ; 1 | 1 ; 3 |                              |                              |  |  |                            |                            |
|  | Racing Club de France             |                       |       | 1 ; 3 |                              |                              |  |  |                            |                            |
|  | Paris Jean-Bouin                  | 1 ; 2                 |       |       |                              |                              |  |  |                            |                            |
|  | Paris Jean-Bouin                  | 1 ; 2                 |       |       |                              |                              |  |  |                            |                            |

### La finale
La finale est organisée sur le terrain Georges-Corbel du stade Henri-Cochet du FC Lyon à Caluire-et-Cuire. La finale oppose donc Saint-Germain-en-Laye à Lille : Saint-Germain-en-Laye remporte la finale 2 à 1 (1 - 1 à la mi-temps). Les deux équipes sont qualifiées pour l'Euro Hockey League.

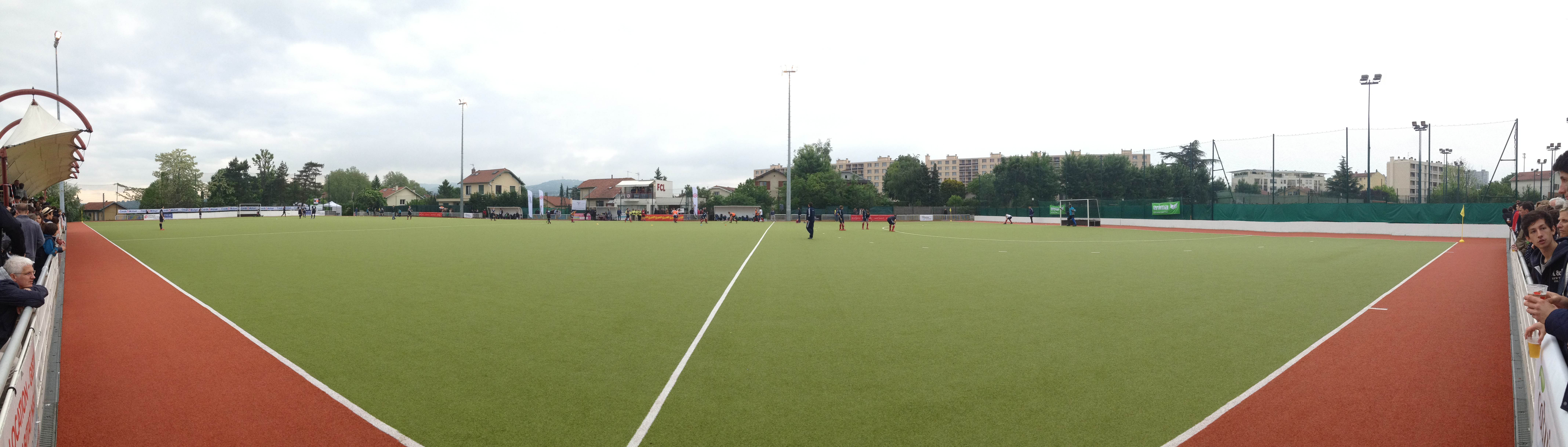
Panoramique du stade Georges-Corbel photographié pendant l'échauffement de la finale 2013.

#### Feuille de match
| Finale du championnat de France 1er juin 2013 | Saint-Germain-en-Laye           | 2 - 1   | Lille           | Stade Georges-Corbel, Caluire-et-Cuire                          |                                                                 |
|                                               | Frédéric Verrier, Hugo Genestet | (1 - 1) | Victor Lockwood | Spectateurs : 300 Arbitrage : Benjamin Mauss Grégory Maya-Pérez | Spectateurs : 300 Arbitrage : Benjamin Mauss Grégory Maya-Pérez |

| SAINT-GERMAIN : |    |                       |
|                 |    |                       |
|                 | 2  | Sébastien Lebray      |
|                 | 3  | Romain Duclos         |
|                 | 4  | Guillaume Samson      |
|                 | 5  | Guillaume Deront      |
|                 | 7  | Hugo Genestet         |
|                 | 8  | Charles Verrier       |
|                 | 9  | Pierre-Louis Verrier  |
|                 | 10 | Frédéric Verrier      |
|                 | 11 | Stanislas Leguézec    |
|                 | 12 | Jean-Baptiste Pauchet |
|                 | 14 | Guillaume Audoye      |
|                 | 15 | Gérôme Branquart      |
|                 | 17 | Mathias Brachet       |
|                 | 19 | Grégoire Samson       |
|                 | 22 | Paul Laminie          |
|                 | 26 | Blaise Rogeau         |
|                 | 27 | Kévin Mercuiro        |
|                 | 28 | François Goyet        |
|                 | GK | Martin Zylbermann     |
|                 | GK | Julien Thamin         |
| Entraîneur :    |    |                       |
| Pascal Poulenc  |    |                       |

| LILLE :        |    |                              |
|                | 1  | Matthias Dierckens (gardien) |
|                | 2  | Charles Camblin              |
|                | 3  | Simon Wenworth               |
|                | 4  | Théophile Ponthieu           |
|                | 5  | François-Xavier Laffineur    |
|                | 6  | Antoine François             |
|                | 7  | Maxence Lecointe (gardien)   |
|                | 10 | Victor Lockwood              |
|                | 11 | Valentin Migneau             |
|                | 12 | Florent Fenaert              |
|                | 13 | Gaspard Clin                 |
|                | 14 | Igor Lockwood                |
|                | 15 | Thibaut Blondel              |
|                | 16 | Grégoire Lardeur             |
|                | 19 | Romain Rousseau              |
|                | 20 | Victor Charlet               |
|                | 21 | Bastien Dierckens            |
|                | 23 | Yannick Schambert            |
|                | 24 | Marc Regnault (gardien)      |
| Entraîneur :   |    |                              |
| Frédéric Soyez |    |                              |